# Hayet Rouini
Hayet Rouini (sinh ngày 10 tháng 8 năm 1981) là một Judoka người Tunisia. Cô đã tham gia nội dung siêu nhẹ nữ tại Thế vận hội Mùa hè 2000.